# Olympische Jugend-Sommerspiele 2018/Teilnehmer (Uganda)
| Gelbes Symbol für Goldmedaillen mit stilisierten Olympischen Ringen | Graues Symbol für Silbermedaillen mit stilisierten Olympischen Ringen | Braundes Symbol für Bronzemedaillen mit stilisierten Olympischen Ringen |
| ------------------------------------------------------------------- | --------------------------------------------------------------------- | ----------------------------------------------------------------------- |
| 1                                                                   | —                                                                     | 1                                                                       |

Die Jugend-Olympiamannschaft aus Uganda für die III. Olympischen Jugend-Sommerspiele vom 6. bis 18. Oktober 2018 in Buenos Aires (Argentinien) bestand aus fünf Athleten.

## Athleten nach Sportarten

### Gewichtheben
Jungen
- Hamdan Lutaaya Sserwanga
Federgewicht: 14. Platz

### Leichtathletik
| Mädchen - Sarah Chelangat 3000 m: Gold - Esther Yego Chekwemoi 2000 m Hindernis: 4. Platz | Jungen - Oscar Chelimo 3000 m: Bronze |

### Rudern
Mädchen
- Grace Ndagire
Einer: 24. Platz